# Sandy Pearlman
Pour les articles homonymes, voir Pearlman.
Sandy Pearlman (né Samuel C. Pearlman le 8 août 1943 à Rockaway (Queens), New York) et mort le 26 juillet 2016 dans le comté de Marin), est un producteur de musique américain, manager, poète et auteur. Il est principalement connu pour son travail avec le groupe Blue Öyster Cult, bien qu'il ait aussi produit ou managé d'autres artistes tels que Black Sabbath, The Dictators, The Clash, Pavlov's Dog, Jenifer McKitrick ou Dream Syndicate (de la scène underground de Los Angeles).

## Biographie
Sandy Pearlman est sorti diplômé de l'université de l'État de New York à Stony Brook en 1966 où il était président des étudiants. C'est là qu'il rencontrera Buck Dharma et la plupart des futurs membres du Blue Öyster Cult. Il était un membre de la Woodrow Wilson National Fellowship Foundation en histoire des idées, et termina ses études à l'université Brandeis. Il était aussi un élève de la New School University en sociologie et anthropologie.
Durant cette époque, il écrit une série de poèmes appelée Soft Doctrines Of The Imaginos, dont il utilisera les personnages et les textes, plus tard dans sa carrière.
En 1967, il est l'un des premiers critiques rock du magazine Crawdaddy!, au même titre que Paul Williams, Jon Landau et Richard Meltzer. Il est parfois considéré comme l'inventeur du terme de heavy metal. Pearlman raconte qu'il employa ces termes pour analyser le morceau Artificial Energy des Byrds, dans un article de Crawdaddy! publié en mai 1968 ; or, si la définition qu'il donne alors de la musique des Byrds démontre l'intérêt du jeune Sandy Pearlman pour la  Classification périodique des éléments, parlant de « molecular sound organization », soit une intrication des bruits et sonorités musicales entre eux comblant tous les espaces de l'écoute, jamais n'apparaît le mot « metal » dans sa chronique, et le mot « heavy » n'y est associé qu'au mixage des aiguës (« heavy in the treble »). En  revanche, l'expression « heavy metal fruits » (fruits de métal lourd, en anglais) est bien mentionnée dans un poème que Pearlman offre au Blue Öyster Cult à la fin des années 1960, et qui sera mis en musique par le groupe sous le titre ME 262, dans l'album Secret Treaties,,.
Sandy Pearlman a aussi été loué ou critiqué par The Village Voice pour avoir créé le son de guitare « Triumph of the Will ».
Il inventa plusieurs noms pour un groupe de rock dont il était le manager, avant de se fixer sur l'appellation Blue Öyster Cult, basée sur le titre de l'un des poèmes de son recueil Soft Doctrines Of The Imaginos, à l'occasion de la signature d'un contrat entre le groupe et la Columbia. Parmi les autres noms du pré-Blue Öyster, citons « Soft White Underbelly », tiré d'un discours prononcé par Winston Churchill lors de la Seconde Guerre mondiale.
En 1989, Sandy Pearlman devient le président du label alternatif 415 Records et s'associe à MCA Records pour la production et la distribution d'albums. À la fin des années 1990, l'un des vingt-cinq premiers employés de e-music.com, il en est le vice-président. Entre 2000 et 2003, il est également le vice-président du marketing pour MoodLogic.com.
Pearlman devient professeur adjoint de technologie musicale à l'université McGill à Montréal.

## Récompenses
Pearlman a obtenu plus de 15 disques d'or et de platine en tant que producteur.

## Source
- (en) Cet article est partiellement ou en totalité issu de l’article de Wikipédia en anglais intitulé « Sandy Pearlman » (voir la liste des auteurs).
- BLUE ÖYSTER CULT - La Carrière du mal, de Mathieu Bollon et Aurélien Lemant, Camion Blanc, 2013.